# Long Island (Bahamy)
Long Island – nizinna wyspa w środkowej części archipelagu wysp Bahama. Przez wyspę przebiega zwrotnik Raka.
Wyspa nosiła pierwotnie nazwę używaną przez Arawaków – Yuma. Krzysztof Kolumb, który przybył na tę wyspę w 1492 r. nazwał ją Fernandina. Z czasem wyspa zyskała jednak nazwę Long Island, czyli „długa wyspa”. Zawdzięcza ją bardzo smukłemu kształtowi: przy długości około 80 mil, ma tylko około 4 mile szerokości. Ukształtowanie linii brzegowej jest bardzo urozmaicone. Znaleźć tam można zarówno skaliste klify z jaskiniami, oraz piaszczyste plaże. Podstawą gospodarki wyspy jest rybołówstwo i turystyka.